# Золота Поляна (Криворізький район)
Золота Поля́на — село в Україні, Криворізькому районі Дніпропетровської області. 
Орган місцевого самоврядування — Новопільська сільська рада. Населення — 109 мешканців.

## Географія
Село Золота Поляна знаходиться за 1,5 км від сіл Надеждівка і Новомайське, за 2,5 км - околиці міста Кривий Ріг. Поруч проходять автомобільна дорога Т 0434 і залізниця, станція Кривий Ріг-Сортувальний за 3,5 км.

## Населення

### Мова
Розподіл населення за рідною мовою за даними перепису 2001 року:
| Мова       | Кількість | Відсоток |
| ---------- | --------- | -------- |
| українська | 105       | 96.33%   |
| російська  | 4         | 3.67%    |
| Усього     | 109       | 100%     |